# Szendey Antal
Szendey Antal (Budapest, 1915. március 7. – Budapest, 1994. május 6.) Európa-bajnok és olimpiai bronzérmes evezős.

## Klubcsapatai
- Pannónia Evezős Egylet
- Duna Evezős Egylet

## Életpályája
Az 1936-os és az 1948-as olimpián versenyztett. Az első olimpiája az 1936. évi nyári olimpiai játékok volt Berlinben és nyolcas evezésben az 5. helyen végzett. Csapattársai Domonkos Pál, Korompay Sándor, Ballya Hugó, Kapossy Imre, Alapy Gábor, Hollósi Frigyes, Szabó László és Kereszthy Ervin voltak. A második világháború miatt legközelebb csak az 1948. évi nyári olimpiai játékokon Londonban vehetett részt. Kormányos kettes evezésben bronzérmes lett. Csapattársai Zsitnik Béla és Zimonyi Róbert voltak.